# Ernst Rolf-gården

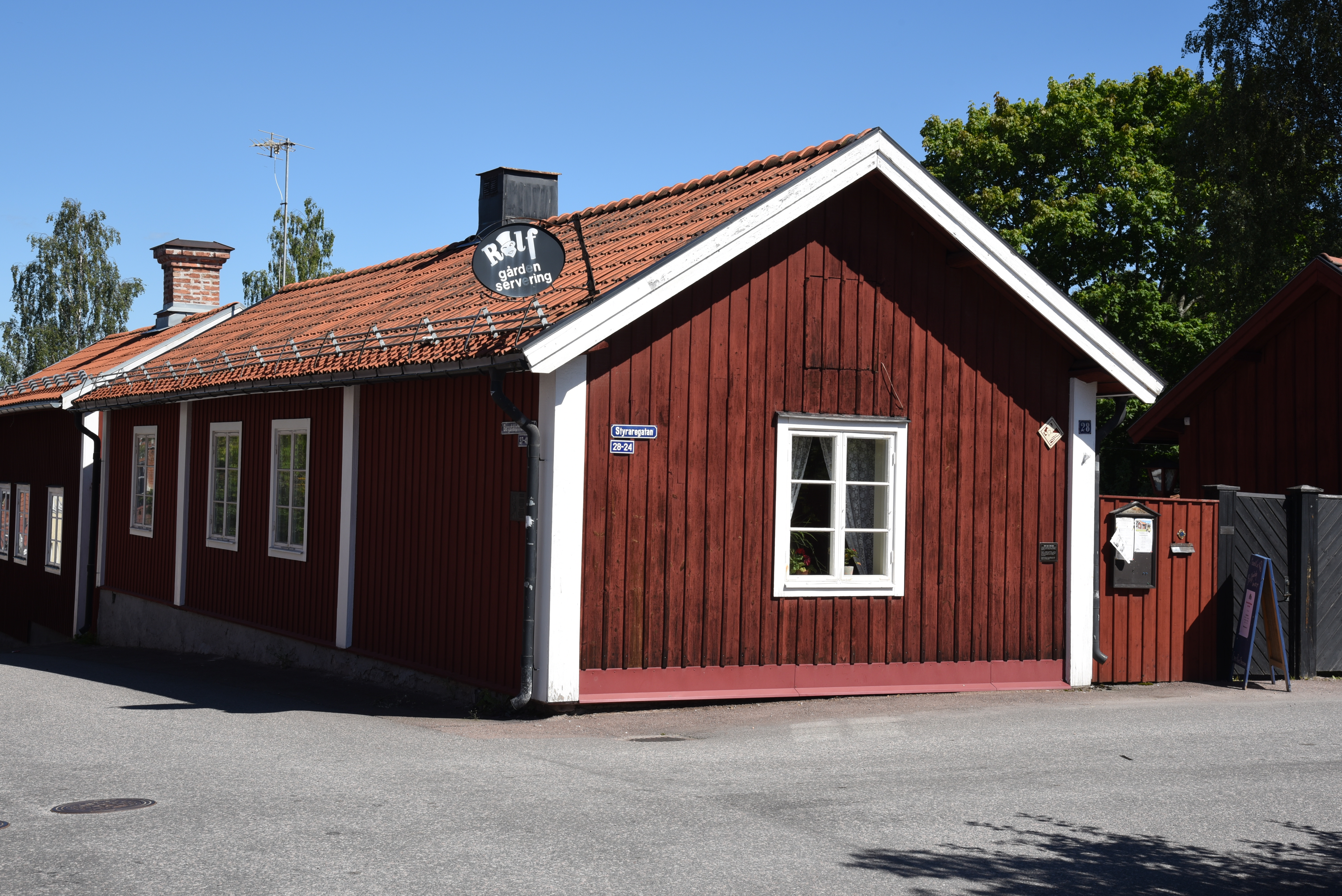
Ernst Rolf-gården.

Ernst Rolf-gården är revyartisten Ernst Rolfs födelsehem i stadsdelen Elsborg, Falun.
Det röda lilla trähuset ligger på Styraregatan 28. Här arrangeras konserter, barnaktiviteter och andra kulturevenemang och en stående utställning om Ernst Rolfs liv finns att skåda. Gården har också ett kafé.